# Ricardo Zegarra
Pour les articles homonymes, voir Zegarra.
Ricardo Jesús Zegarra Mendoza, né à Lima au Pérou le 30 avril 1966, est un footballeur péruvien. Il jouait au poste d'attaquant.

## Biographie

### Carrière en club
Arrivé en provenance du Coronel Bolognesi, Ricardo Zegarra s'enrôle au Defensor Lima en 1989 et remporte son premier titre, le Torneo Plácido Galindo, un tournoi mettant aux prises des équipes de 1re division, créé en hommage à Plácido Galindo, ancien joueur et dirigeant de football.
Après un passage notamment à l'Universitario de Deportes en 1994, il recale au Sporting Cristal en 1996 et remporte le championnat du Pérou sous les ordres de Sergio Markarián. Il joue également trois matchs de l'édition 1996 de la Copa Libertadores en marquant à deux reprises. 
L'année suivante, on le retrouve à l'Alianza Atlético où il finit meilleur buteur du championnat du Pérou 1997 avec 17 buts. Il termine sa carrière au Deportivo Wanka en 2000.

### Carrière en sélection
International péruvien, Ricardo Zegarra compte trois matchs en équipe nationale entre 1989 et 1996. Il marque son seul but international en ouvrant le score lors d'un match amical face au Venezuela, le 18 mai 1989 (victoire 2-1).

## Palmarès
| Defensor Lima - Torneo Plácido Galindo (es) (1) : - Vainqueur : 1989. |  | Sporting Cristal - Championnat du Pérou (1) : - Champion : 1996. |  | Alianza Atlético - Championnat du Pérou : - Meilleur buteur : 1997 (17 buts). |